# Saint-Nizier-le-Bouchoux
Saint-Nizier-le-Bouchoux är en kommun i departementet Ain i regionen Auvergne-Rhône-Alpes i östra Frankrike. Kommunen ligger  i kantonen Saint-Trivier-de-Courtes som ligger i arrondissementet Bourg-en-Bresse. Kommunens areal är 28,3 km². År 2022 hade Saint-Nizier-le-Bouchoux 589 invånare.

## Befolkningsutveckling
Antalet invånare i kommunen Saint-Nizier-le-Bouchoux
Referens: INSEE